# 萨克森省
萨克森省（德語：Provinz Sachsen）是1816年至1945年间普鲁士和及后的普鲁士自由邦的省份。省府位于马格德堡。提及该省名称的时候，都会使用「萨克森省」的全名，避免与「萨克森王国」混淆。
它由1815年维也纳会议割让或归还给普鲁士的多个领土合并而成，包括萨克森王国的大部分前北部领土（其余部分成为勃兰登堡或西里西亚的一部分）、前法国建立的埃尔福特公国、马格德堡公国、哈尔伯施塔特亲王国和其他一些地区，以及阿尔特马克的部分领土。
该省与黑森选帝侯国（1866年被普鲁士吞并，后为黑森-拿骚省）、汉诺威王国（1866年被普鲁士吞并，后为汉诺威省）和不伦瑞克公国接壤。它的形状非常不规则，完全包围了不伦瑞克的飞地和恩斯特公国的一部分。它还拥有几块飞地，几乎完全被安哈尔特公国一分为二，除了阿舍斯莱本周围的一小块走廊（它本身也将安哈尔特一分为二）。
大多数人口信奉新教，少数天主教徒（截至1905年约占 8%）归属帕德博恩教区。 该省拥有20名德国国会议员和38名普鲁士众议院 (Abgeordnetenhaus) 代表。
德国福音派教会萨克森教区的边界以萨克森省为界，它存在的时间最长，一直存在到2008年底。

## 历史
1816年萨克森省组成时由以下地区组成： 
- 曾被威斯特伐利亚王国吞并，前马格德堡公国的一部分;
- 易北河以西的勃兰登堡边境伯爵地区，例如阿尔特马克地区
- 1813年莱比锡战役后从萨克森王国中得到的地区;
- 经过领土调整后普鲁士获得的领土：邻近埃尔福特和艾希斯费尔德（属前美因茨大主教驻地）的土地和前皇家城市米尔豪森和北豪森。

萨克森省是普鲁士其中一个最富饶的地区，有高度发展的农业和工业。1932年原属汉诺威省的艾尔菲特和艾尔宾格洛特-加龙省地区加入萨克森省。 
1944年7月1日，萨克森省以其三个行政区的分界分成三部分。埃尔福特行政区与黑森-拿骚省的赫舒哈夫-施马卡尔登地区合并，成为新创建图林根州的一部分。马格德堡行政区与安哈尔特合并组成马格德堡省，而梅泽堡行政区则成为哈雷-梅泽堡省。但是1945年哈雷-梅泽堡和马格德堡省又重新组成萨克森省。 
1945年年末，蘇佔區下的萨克森省与不伦瑞克州的一些外飞地合并，组成新的萨克森-安哈尔特州。1952年州的建制被废除，但1990年两德统一后边界经过轻微修改后重新成立，成为现时的萨克森-安哈尔特。

## 人口
| 年份 | 人口      |
| ---- | --------- |
| 1816 | 1.180.413 |
| 1843 | 1.614.492 |
| 1871 | 2.103.174 |
| 1880 | 2.312.007 |
| 1890 | 2.580.010 |
| 1900 | 2.832.616 |
| 1910 | 3.089.275 |
| 1925 | 3.277.476 |
| 1933 | 3.400.592 |
| 1939 | 3.618.458 |

## 其它连结
- 额外数据 （德语）（页面存档备份，存于）
- 1910年萨克森省的人口分析 （德语） （页面存档备份，存于）
- 德语资料
  - Pestalozziverein der Provinz Sachsen (Hrsg.): Die Provinz Sachsen in Wort und Bild. Verlag von Julius Klinkhardt, Berlin 1900 (Reprint: Naumburger Verlagsanstalt, 1990, ISBN 3-86156-007-0)
  - Steffen Raßloff: Preußisches Kernland. Die Provinz Sachsen. In: Sachsen-Anhalt. 55 Highlights aus der Geschichte. Erfurt 2020 (Sutton Verlag), ISBN 978-3-96303-162-5. S. 82 f.
  - Mathias Tullner: Geschichte des Landes Sachsen-Anhalt. Magdeburg 2001, ISBN 3-8100-3145-3.
  - Franz Heinrich Ungewitter: Die preußische Monarchie nach den zuverlässigsten Quellen geographisch, statistisch, topographisch und historisch ausführlich und übersichtlich dargestellt. Ein Handbuch für Staats- und Communalbehörden, so wie zum Privatgebrauch. Nicolai, Berlin 1859, S. 797–834 (Google Books （页面存档备份，存于）).